# Stelis dalessandroi
Stelis dalessandroi är en orkidéart som beskrevs av Carlyle August Luer. Stelis dalessandroi ingår i släktet Stelis och familjen orkidéer. Inga underarter finns listade i Catalogue of Life.